# Kleiner Naryn
Der Kleine Naryn (kirgisisch Кичи-Нарын Kitschi-Naryn; russisch Малый Нарын Maly Naryn; im Oberlauf Bolgart (kirgisisch Балгарт; russisch Болгарт Bolgart)) ist der rechte Quellfluss des Naryn in Kirgisistan (Zentralasien).
Der Kleine Naryn entspringt an der Südflanke des Terskej-Alataus. Er fließt anfangs in westlicher Richtung, wendet sich später nach Süden und durchbricht eine Gebirgskette, die nördlich parallel zum oberen Naryn verläuft. Schließlich trifft er auf den von Osten kommenden Großen Naryn und vereinigt sich mit diesem zum Naryn.
Der Kleine Naryn hat eine Länge von 144 km. Er entwässert ein Areal von 3870 km². Der mittlere Abfluss liegt bei 48,8 m³/s.